# Bayview (Karolina Północna)
Bayview – jednostka osadnicza w Stanach Zjednoczonych, w stanie Karolina Północna, w hrabstwie Beaufort.